# Жуниньо Паулища
Вижте пояснителната страница за други личности с името Жуниньо.
Осва́лдо Жиро́лдо Жу́ниор (на португалски: Osvaldo Giroldo Júnior), по-известен като Жуни́ньо или Жуниньо Паули́ща (на португалски: Juninho Paulista) е бивш бразилски футболист, играл като офанзивен полузащитник. През своята кориера е носил екипите на Атлетико Мадрид, Мидълзбро и Селтик, както и на бразилските Сао Пауло, Вашко да Гама, Фламенго и Палмейрас. С бразилския национален отбор е световен шампион от Мондиал 2002. Името му е записано в залата на славата на Мидълзбро.

## Успехи
Сао Пауло
- Копа Либертадорес (1): 1993
- Суперкопа Судамерикана (1): 1993
- Междуконтинентална купа (1): 1993
- Рекопа Судамерикана (1): 1994

 Вашко да Гама
- Шампион на Бразилия (1): 2000
- Копа Меркосур (1): 2000

 Мидълзбро
- Купа на Английската футболна лига (1): 2004

 Фламенго
- Лига Кариока (1): 2007

 Бразилия
- Олимпийски футболен турнир -  Атланта 1996
- Световен шампион (1): Мондиал 2002
- Купа на конфедерациите (1): 1997
- Копа Америка
  - Финалист (1): 1995